# Фридрих Людвиг Гогенцоллерн-Гехинген
Фридрих Людвиг Гогенцоллерн-Гехинген (нем. Friedrich Ludwig von Hohenzollern-Hechingen; 1 сентября 1688, Страсбург — 4 июня 1750, замок Линдих, Гехинген) — пятый владетельный князь Гогенцоллерн-Гехингена (1730—1750). Имперский фельдмаршал (31 марта 1741).

## Биография
Старший сын князя Фридриха Вильгельма Гогенцоллерна-Гехингена от первого брака с графиней Марии Людвикой Леопольдиной фон Зинцендорф (1666—1709). Его детство и юность прошли в родительском замке в стиле ренессанса в Хехингене. После прохождения военной подготовки Фридрих Людвиг стал страстным охотником в солдатом.
Принц Фридрих Людвиг был имперским генерал-фельдмаршалом и главнокомандующим австрийской армии на Верхнем Рейне. Под командованием принца Евгения Савойского участвовал в Австро-турецкой войне (1716—1718) и в подавлении восстания в Венгрии.
В 1730 году после отречения от престола своего отца Фридриха Вильгельма Фридрих Людвиг стал новым князем Гогенцоллерн-Гехингена. Князь Фридрих Людвиг, отличавшийся страстью к охоте, построил охотничий домик (Jagdschloss) и летнюю резиденцию, несмотря на плохое финансовое положение в княжестве.

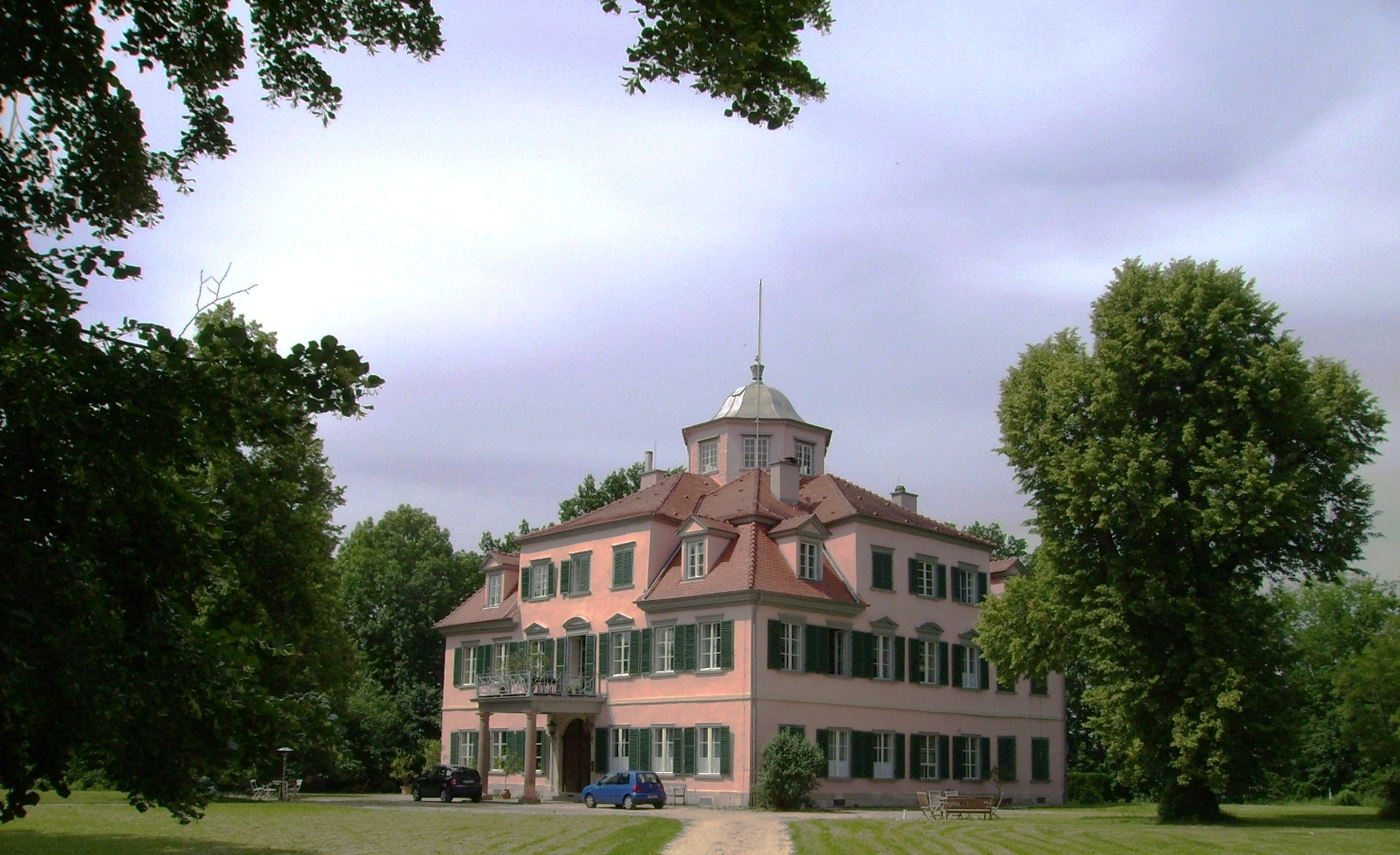
Замок Линдих, построенный князем Фридрихом Людвигом

В 1739—1741 годах был построен Замок Линдих, в трёх километрах от Хехингена. Князь также построил охотничий дворец Фридрихсталь в Болле (ныне пригород Хехингена). Эти строительные проекты ещё больше ухудшили финансовое положение княжества и привели к конфронтации князя со своими подданными.
4 июня 1750 года 61-летний Фридрих Людвиг Гогенцоллерн-Гехинген скончался в замке Линдих. Он никогда не был женат и не имел детей. Его преемником стал двоюродный брат Иосиф Фридрих Вильгельм.

## Воинские звания
- 10 июня 1716 — генерал-фельдвахтмистр
- 3 ноября 1723 — фельдмаршал-лейтенант
- 22 марта 1725 — генерал кавалерии
- 31 марта 1741 — фельдмаршал